# Niels Rosenkrantz

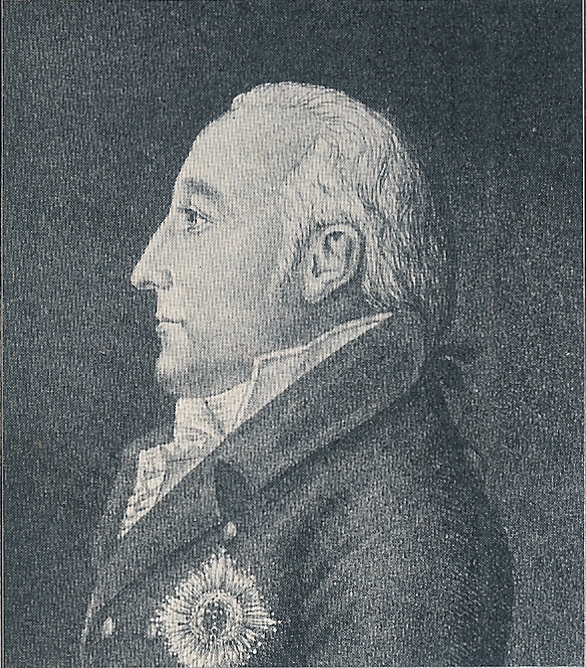
Niels Rosenkrantz 1757–1824

Niels Rosenkrantz (* 9. September 1757 in Øyestad in Norwegen; † 6. Januar 1824 in Kopenhagen) war ein dänischer Staatsmann, Diplomat und Geheimer Staatsminister.

## Herkunft
Er war der Sohn von Otto Christian Rosenkrantz und Karen Johanne Rønning und älterer Bruder von Marcus Gjøe Rosenkrantz. Von seinen Eltern bestand keine Aussicht auf ein Erbe, dennoch wurde er ein ziemlich wohlhabender Landbesitzer, da sein entfernter Verwandter, Staatsminister Frederik Christian Rosenkrantz, ihn zu seinem Legatar bestimmt hatte.

## Leben
Nach einigen Jahren im Militär schlug Niels Rosenkrantz eine Laufbahn als Diplomat ein. Zunächst war er als Attaché an den Gesandtschaften Den Haag (1783) und Sankt Petersburg (1784). 1787 wurde er Gesandter in Warschau, 1789 Kammerherr und Chargé d’Affaires am russischen Hof, 1795 dann Botschafter am preußischen Hof in Berlin.
Seine Zeit als Botschafter in Sankt Petersburg (ab 1800) zeitigte die wichtigsten Ergebnisse für die dänische Politik. Zwar erhielt er 1801 den Auftrag des Zaren, Kaiser Alexander I., Russland unverzüglich zu verlassen, war aber 1802 bis 1804 wieder am russischen Hof. 1808 wurde er mit einer Mission des Zaren zu Kaiser Napoleon Bonaparte entsandt und fungierte 1809 als Friedensvermittler während des Feldzugs in Schweden. Auch 1810 erhielt er erneut eine geheime Mission bei Kaiser Napoleon. Im selben Jahr wurde er zum Geheimen Staatsminister und Leiter der ausländischen Abordnungen ernannt und war damit Außenminister Dänemarks.
Er gehörte als Staatsminister der dänischen Delegation beim Wiener Kongress 1814 bis 1815 an.

## Ehe und Familie
Niels Rosenkrantz heiratete 1791 Varvara Alexandrowna Prinzessin Vjazunskaja (* 1774; † 1849) in Sankt Petersburg. Seine Grabstätte befindet sich auf dem Rye Friedhof in der Nähe seines Gutshofs Ryegård bei Roskilde.

## Ehrungen
- Ritter des Dannebrog-Orden (1800)
- Ritter des Elefanten-Orden (1811)
- Verleihung des königlich preußischen Schwarzen Adlerordens (1814)